# オピエート

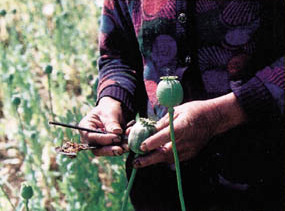
ケシの実の収穫

オピエート（opiate）は、Papaver somniferum種のケシの実莢に天然に生成される、数種類の麻薬性のオピオイド・アルカロイドを指す医学用語である。

## 概要
オピエート（opiate）は、ベンジルイソキノリン・アルカロイドの大きな生化学的なグループに属し、ケシ（opium）の実に天然に生じるアルカロイドであるためこのように命名されている。主な向精神性のオピエートは、モルヒネ、コデイン、テバインである。
ケシには他にもパパベリン、ノスカピンなど約24種のアルカロイドが存在するが、これらはヒトの中枢神経系における作用はまったくないか僅かであるため、オピエートとはみなされない。ヒドロコドン、ヒドロモルヒネ、オキシコドン、オキシモルヒネのような半合成のオピエートは、オピエートから誘導されたもので、それ自体はオピエートではない。
ナフトキノンあるいは他の単純な有機化合物からのオピエートの完全合成が可能だが、非常に面倒で経済性に乏しい。そのため、オピエート系の鎮痛剤の多くは、ケシから直接抽出されるか、主にテバインを中心に天然のオピエートから合成されたものである。

## 用語
オピエートという用語は、厳密にはケシに天然に見出されるアルカロイドだけを指すものであるが、アヘン様またモルヒネ様の薬理作用をもつ薬物を説明するために誤用されることが多い。こういった薬物は、オピオイドというより広い分類で呼ぶのが適切である。

## アルカロイド

### モルヒネ

モルヒネの化学構造

ヘロイン使用者の間に、頻繁にオピオイド誘発性の肺水腫が生じることが報告されている。珍しいが、モルヒネ誘発性の肺水腫もないわけではない。
これは、違法薬物であるヘロインは医療の専門知識のない使用者が適切な監督もなく用いるのに対し、医療におけるモルヒネ投与はより慎重な監督のもとに行われるという大きな違いによるものである。オピオイドは肺水腫を誘発するが、また一方でモルヒネを肺水腫の治療に用いることができる。
モルヒネは医学的に非常に重要なアルカロイドであるが、より穏やかな作用を持ち、そのほとんどがモルヒネから生成されるコデインの方が大量に医療現場で使用されている。これは、コデインはモルヒネよりも経口バイオアベイラビリティが予測可能な点で優れていること、作用が穏やかなので投与量の調整が容易なうえ乱用の可能性が少ないこと、そして作用の穏やかさゆえに用量が多いことによる。
ヘロインには薬理活性はなく、最初に代謝されて活性代謝産物であるモルヒネや6-モノアセチルモルヒネ、3-モノアセチルモルヒネとなることで作用する。

### コデイン

コデイン

### モルヒネ・エステル類
オピエートのモルヒネから誘導された半合成オピオイドがいくつか存在する。ヘロイン（ジアセチルモルヒネ）は、投与後に体内でモルヒネに代謝されるため、モルヒネのプロドラッグである。ヘロインの主な代謝物の1つである6-モノアセチルモルヒネ（6-MAM）もモルヒネのプロドラッグである。この他、ニコモルヒネ、ジプロパノイルモルヒネ、デソモルヒネ、メチルデソルフィンアセチルプロピオニルモルヒネ、ジベンゾイルモルヒネ、ジアセチルジヒドロモルヒネなどがモルヒネから誘導される。

### 離脱作用
オピエート離脱症候群は、オピエートの長期連用から急に中止したり、減量したりすることによって生じる。